# Campionato italiano di hockey su pista 1925
Il Campionato italiano 1925 è stato la 4ª edizione del torneo di primo livello del campionato italiano di hockey su pista.
Lo scudetto è stato conquistato dalla Triestina per la prima volta nella sua storia.

## Stagione

### Formula
La competizione fu strutturata su un girone unico all'italiana con gare di sola andata tra le cinque squadre partecipanti.

### Avvenimenti
La quarta edizione del campionato italiano di hockey su pista vide la partecipazione di cinque squadre. Risultarono iscritte al torneo il Milan, il Monfalcone, il Patavium, i campioni in carica del Sempione e la Triestina. Al termine del campionato, disputato con la formula del girone unico all'italiana con partite di sola andata giocato a Milano presso il salone Fratelli Brigatti di via Ciro Menotti 11, si aggiudicò il titolo di campione d'Italia per la prima volta la Triestina.
Tutte le partite furono disputate a Milano presso il Salone Fratelli Brigatti di via Ciro Menotti 11.

## Squadre partecipanti
| Club       | Stagione | Città      |
| ---------- | -------- | ---------- |
| Milan      | dettagli | Milano     |
| Monfalcone | n.d.     | Monfalcone |
| Patavium   | n.d.     | Padova     |
| Sempione   | dettagli | Milano     |
| Triestina  | dettagli | Trieste    |

## Classifica finale
|  | Pos. | Squadra    | Pt | G | V | N | P | GF | GS | DR |
|  | ---- | ---------- | -- | - | - | - | - | -- | -- | -- |
|  | 1.   | Triestina  | ?  |   |   |   |   |    |    |    |
|  | 2.   | Monfalcone | ?  |   |   |   |   |    |    |    |
|  | 3.   | Milan      | ?  |   |   |   |   |    |    |    |
|  | 4.   | Sempione   | ?  |   |   |   |   |    |    |    |
|  | 5.   | Patavium   | ?  |   |   |   |   |    |    |    |

Legenda:
      Campione d'Italia.
Note:
Due punti a vittoria, uno a pareggio, zero a sconfitta.

## Risultati
| Milano 1925 | Milan | ? – ? | Monfalcone | Salone Fratelli Brigatti |

| Milano 1925 | Patavium | ? – ? | Sempione | Salone Fratelli Brigatti |

| Milano 1925 | Milan | ? – ? | Patavium | Salone Fratelli Brigatti |

| Milano 1925 | Sempione | ? – ? | Triestina | Salone Fratelli Brigatti |

| Milano 1925 | Sempione | ? – ? | Milan | Salone Fratelli Brigatti |

| Milano 1925 | Monfalcone | ? – ? | Triestina | Salone Fratelli Brigatti |

| Milano 1925 | Milan | ? – ? | Triestina | Salone Fratelli Brigatti |

| Milano 1925 | Monfalcone | ? – ? | Patavium | Salone Fratelli Brigatti |

| Milano 1925 | Patavium | ? – ? | Triestina | Salone Fratelli Brigatti |

| Milano 1925 | Sempione | ? – ? | Monfalcone | Salone Fratelli Brigatti |

## Verdetti
| Verdetto               | Club                  |
| ---------------------- | --------------------- |
| Campione d'Italia 1925 | Triestina (1º titolo) |

### Squadra campione
| N° | Naz.              | Ruolo | Sportivo       |  |  |  |
| -- | ----------------- | ----- | -------------- |  |  |  |
|    | Italia (bandiera) | E     | Luigi Canal    |  |  |  |
|    | Italia (bandiera) | E     | Bruno Collich  |  |  |  |
|    | Italia (bandiera) | E     | Gino De Santi  |  |  |  |
|    | Italia (bandiera) | E     | Aldo Orlandi   |  |  |  |
|    | Italia (bandiera) | P     | Ares Pecorari  |  |  |  |
|    | Italia (bandiera) | E     | Vidali         |  |  |  |
|    | Italia (bandiera) | E     | Giuseppe Villa |  |  |  |

- Allenatore:  Edoardo Germogli